# Igor Šoltes
Igor Šoltes, né le 22 août 1964 à Ljubljana, est un homme politique slovène, membre de Verjamem.

## Biographie
Lors des élections européennes de 2014, il est élu au Parlement européen, où il siège au sein du groupe des Verts/Alliance libre européenne jusqu'en 2019.
Il est le petit-fils du dirigeant communiste Edvard Kardelj (1910-1979).